# L'Abbaye
L'Abbaye este un oraș în Elveția.